# Drohowyż
Drohowyż (ukr. Дроговиж), przed 1946 alt. Drohowyże (ukr. Дроговиже), 1946–1989 Werchniodorożne (ukr. Верхньодорожне) – wieś na Ukrainie. Należy do rejonu stryjskiego (do 2020 roku do rejonu mikołajowskiego) w obwodzie lwowskim i liczy 2103 mieszkańców.
Wieś prawa wołoskiego Dorohowyże, położona była w pierwszej połowie XV wieku w ziemi lwowskiej województwa ruskiego. Za II Rzeczypospolitej do 1934 roku wieś stanowiła samodzielną gminę jednostkową w powiecie żydaczowskim w woj. stanisławowskim. W związku z reformą scaleniową została 1 sierpnia 1934 roku włączona do nowo utworzonej wiejskiej gminy zbiorowej gminy Mikołajów n/Dn w tymże powiecie i województwie. 
Po wojnie wieś weszła w struktury administracyjne Ukraińskiej SRR.

## Zakład dobroczynny
W 1843 polski hrabia i mecenas sztuki Stanisław Skarbek powołał fundację, która założyła Zakład Sierot i Ubogich (powstał pod Drohowyżem), otwarty ostatecznie w 1875 i dający dożywotnie schronienie 60 starcom, oraz wychowujący 400 osieroconych chłopców i dziewcząt. Zakład funkcjonował także w okresie II Rzeczypospolitej. Dom fundacji znajduje się na terenie dzisiejszej miejscowości Zakład, na północ od Drohowyża.